# Кен Люнг
Кенет „Кен“ Люнг (на английски: Kenneth 'Ken' Leung; роден на 21 януари 1970 г.) е американски актьор, най-добре познат с ролите си в „Час пик“ и „Х-Мен: Последният сблъсък“, както и с ролята на Майлс Стром в сериала „Изгубени“.

## Кариера
Люнг прави дебюта си през 1997 г. във филма „Час пик“ на режисьора Брет Ратнър. През 2007 г. участва в един епизод от последния епизод на „Семейство Сопрано“. Тази запомняща се гостуваща роля вдъхновява продуцентите на „Изгубени“ да го изберат за ролята на Майлс Стром в четвърти сезон.

## Избрана филмография
- „Жокера: Лудост за двама“ (2024)
- „Изчезнала“ (2023)
- „В капана на времето“ (2021)
- „Междузвездни войни: Епизод VII – Силата се пробужда“ (2015)
- „Х-Мен: Последният сблъсък“ (2006)
- „Човек отвътре“ (2006)
- „Убийствен пъзел“ (2004)
- „Червеният дракон“ (2002)
- „Ванила Скай“ (2001)
- „Шпионски игри“ (2001)
- „Изкуствен интелект“ (2001)
- „Семеен човек“ (2000)
- „Час пик“ (1998)